# Rapieira

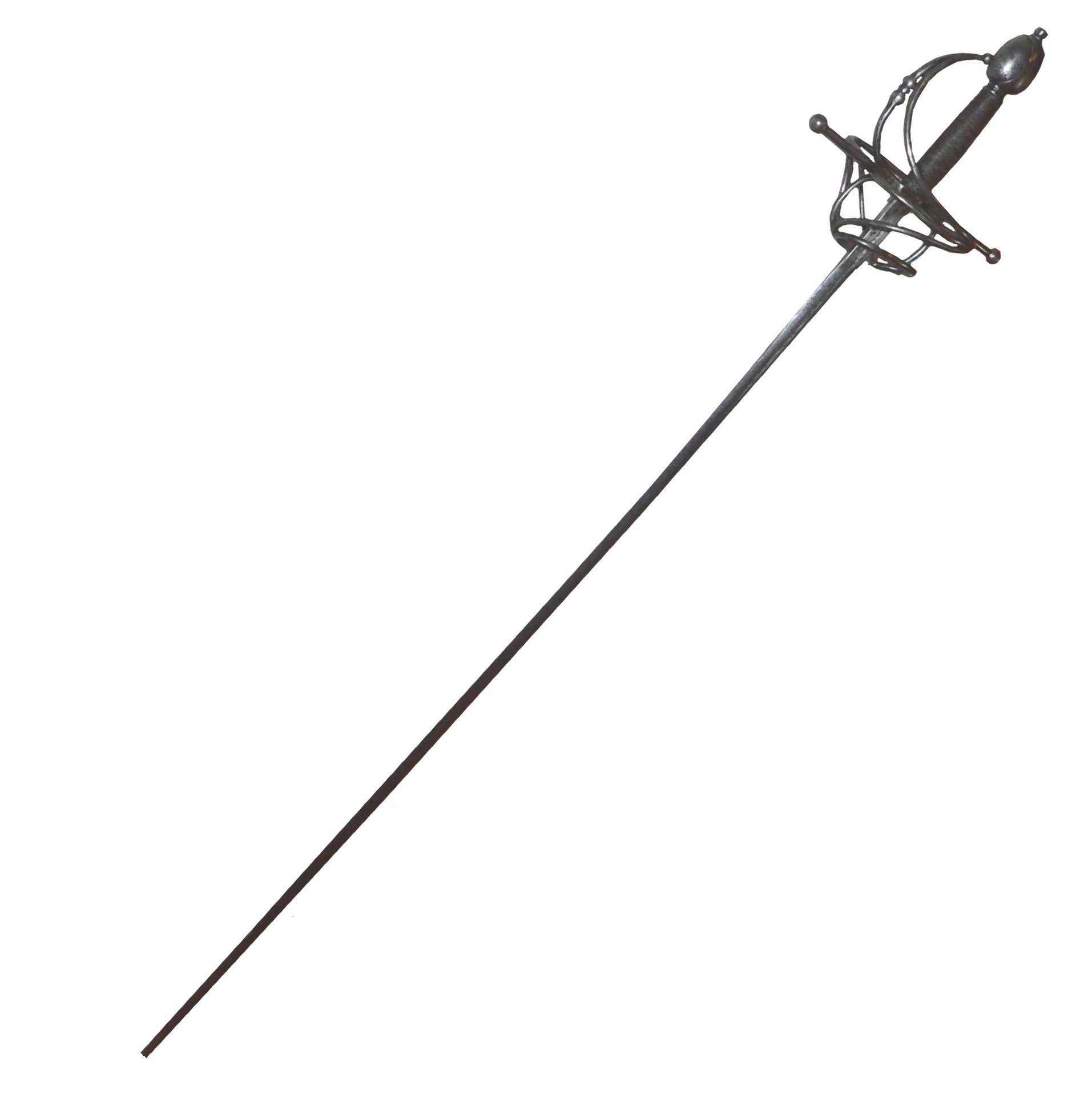
Rapieira alemã do século XVII, guarda de laço.

A rapieira ou roupeira é um tipo de espada, de lâmina comprida e estreita, popular desde o período medieval até a renascença, que se tornou a arma mais comum daquela época, principalmente na Espanha, Itália e Portugal nos séculos XVI e XVII.

## Descrição
Rapieiras são geralmente descritas como sendo espadas com a lâmina relativamente longa e fina, ideal para golpes de perfurações e uma proteção guarda-mão com complicados filetes de metal, o que a torna uma bela arma, podendo ser usada na esgrima artística. A lâmina tem largura suficiente para cortar a golpe, mas muito do poder da rapieira vem da sua habilidade de perfuração. Embora algumas fontes de tratados de espada aplicáveis à rapieira se apliquem também a espadas com gumes com fio de corte só dum lado, incluindo mesmo gume só da ponta até ao meio (como o tratado escrito por Capoferro), as rapieiras tinham os dois gumes afiados, a partir do ricasso (secção perto da guarda, não afiada) até à ponta, sendo frequentes as referências explícitas a esta configuração e uso de técnicas de "gume falso" / "contra-gume" (gume oposto à direcção dos dedos da mão que o segura). A rapieira parece-se com seu "descendente" florete, mas é mais comprida, pesada e rija. Uma típica rapieira tem de 1m de lâmina até 1,5m, e com espessura de apenas 2,5 centímetros.
Era frequentemente usada em parelha com adaga (em particular de guarda em vela, inovação ibérica), ou escudo (broquel, adarga ou rodela) na mão esquerda / sinistra. Esta adaga frequentemente era estilizada à imagem da espada.

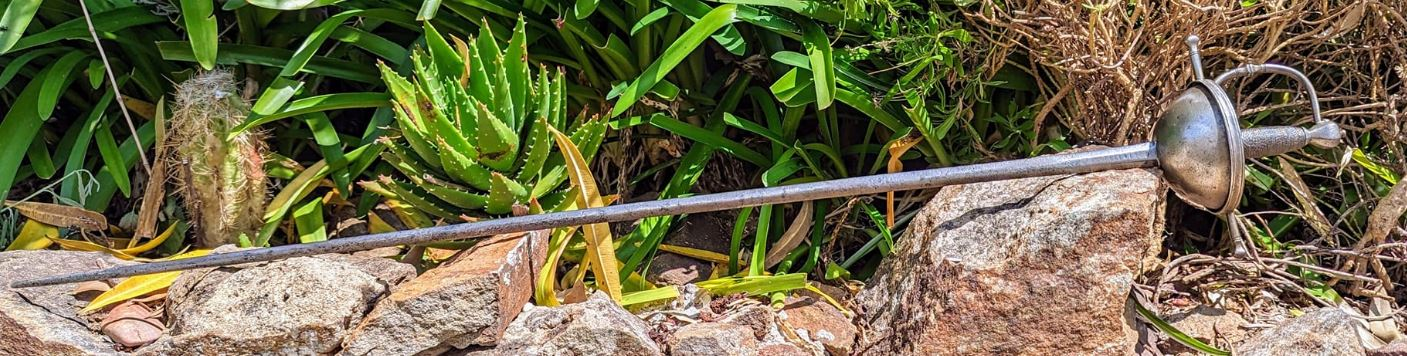
Roupeira portuguesa, do acervo do Solar de Pindela.

O termo rapieira refere a uma espada de perfuração com uma lâmina mais comprida e mais estreita do que a das espadas de guerra, mas uma lâmina mais pesada do que a do florete, que é uma arma mais leve que apareceu no século XVIII e XIX. A forma exata da lâmina e do punho da rapieira depende do contexto. Pode referir a uma velha spada da lato do século XVI, da qual a rapieira propriamente dita se desenvolveu, ou à espada rapieira na configuração típica, seu desenvolvimento consolidado no século XVII, ou até a um florete do século XIX e a outras espadas de duelo europeias, por isso o contexto é importante em percebendo o que o termo quer dizer. 
É importante notar que a palavra "rapieira" não era comummente usada pelos mestres portugueses, italianos, espanhóis, e franceses durante o zénite desta arma, os termos spada, espada e épée (ou éspée) eram usados normalmente, ainda que o termo "rapieira" e seus equivalentes tenham de fato tido uso. Por causa disto, e por causa da grande variação das espadas do fim do século XVI e do século XVII, alguns, como o Tom Leoni simplesmente descrevem a rapieira como uma espada daquele período de lâmina sem curvatura (excepção feita às ondulantes colubirnas / flambérgias), de duas bordas cortantes, com punho duma mão, que serve igualmente no ataque como na defesa e não requisita arma companheira.  Para distinguir as armas, alguns categorizam espadas pela geometria, funções e usos. Por exemplo, John Clements categoriza espadas de ponta com fracos gumes como rapieiras e espadas com ambos boas habilidades de ponta e gume como corte e perfuração. Outros vêem a rapieira por todos os séculos que foi usada e decidem que ela não cabe dentro de uma só definição. Por toda a Europa, a arma mudava dependendo da cultura e do estilo de luta em que era usada; seja o estilo italiano, espanhol, português, rancês, ou outra escola no uso da arma, por isso o comprimento e largura da lâmina, configuração da guarda e exposição ou não do ricasso (se este termina dentro da guarda) eram diferentes dependendo do estilo e local.

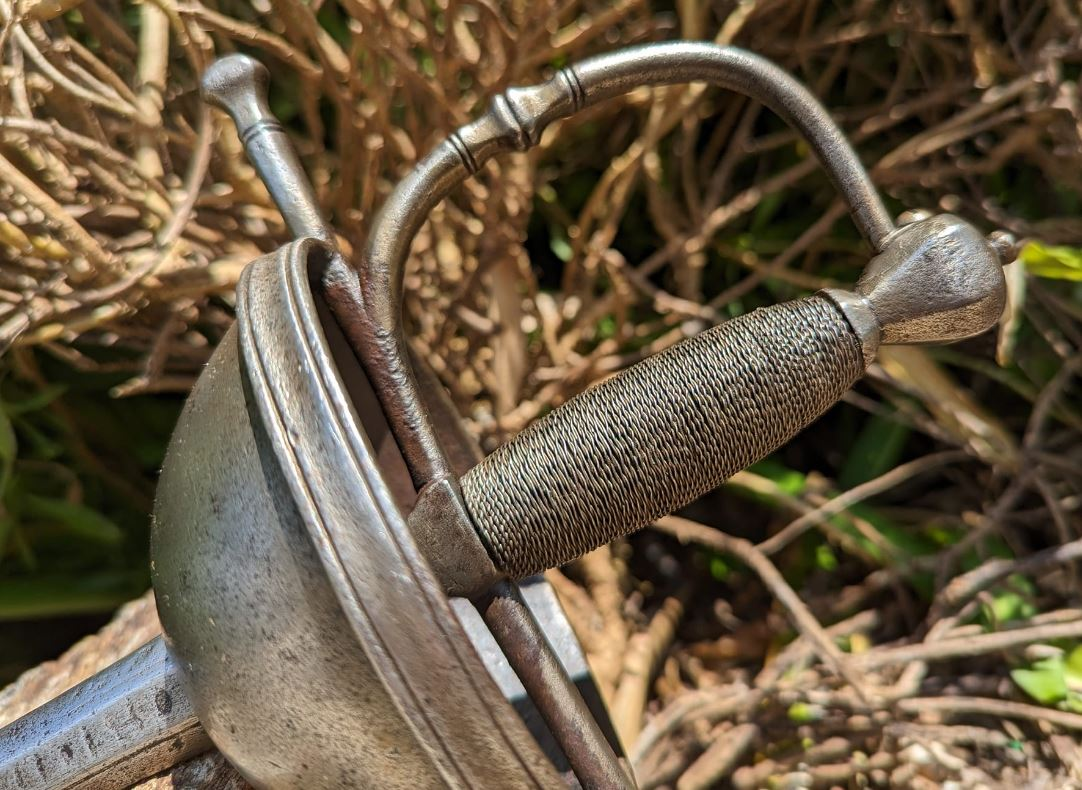
Roupeira ao estilo típico português, do Solar de Pindela. Modelos semelhantes podem ser encontrados no Museu Militar do Porto e de Lisboa, e no Paço dos Duques.

Em Portugal, séculos XVI e XVII, a lâmina seria frequentemente originária de Toledo ou Solingen (esta última particularmente preferida em alternativa a lâminas espanholas, aquando a Guerra da Independência), tendo a guarda em taça, com quartões / virotes (quillions, em inglês) soldados à taça (esta configuração soldada sendo a mais frequente e distintiva de exemplares portugueses), taça essa por vezes com os cantos revirados em forma de "rompe-pontas" (formando um canal que prenderia uma estocada atacante), e guarda-mão aparafusado ao pomo. Na segunda metade do século XVII, desenvolveu-se a guarda "em vela" na Península Ibérica, muito apreciada pelos portugueses, mas que também se tornou moda em Espanha.

## Características da espada

### Punho
A empunhadura era formada a partir de madeira, uma peça torneada que envolve o espigão da lâmina. Esta seria envolta em cabedal, ou fios apertadamente enrodilhados em torno do núcleo de madeira, de corda embebida em cola, ou arame (por vezes um só, por vezes de vários fios entrelaçados, numa corda metálica vistosa). Debaixo do pomo (muitas vezes decorado), na secção final da espinha, um pomo seria firmemente rosqueado à espiga da lâmina, ou mesmo rebitado a partir da própria espiga. Este pomo era utilizado pelo fabricante como contra-peso à lâmina, para uma peça equilibrada em combate.  
Antes da inserção do núcleo, a guarda já teria sido colocada, a empunhadura empurrando-a de encontro à base do ricasso que constitui a raíz da lâmina propriamente dita, e assim fixando a construção.  

### Guarda
Um arco de filete de metal constituía o guarda-mão propriamente dito (em inglês, knuckle bow), protegendo os dedos de cutiladas adversárias. As rapieiras começaram com guardas exclusivamente de filetes de metal entretecidos em padrões complexos em torno de toda a mão da espada para sua protecção, com anéis que se estendiam do guarda-mão pelo ricasso da lâmina. Mais tarde, estes anéis foram cobertos com chapas e eventualmente evoluíram para as guardas de taça das rapieiras  do século XVII, semelhante ao umbo de um escudo, havendo também outras variantes.

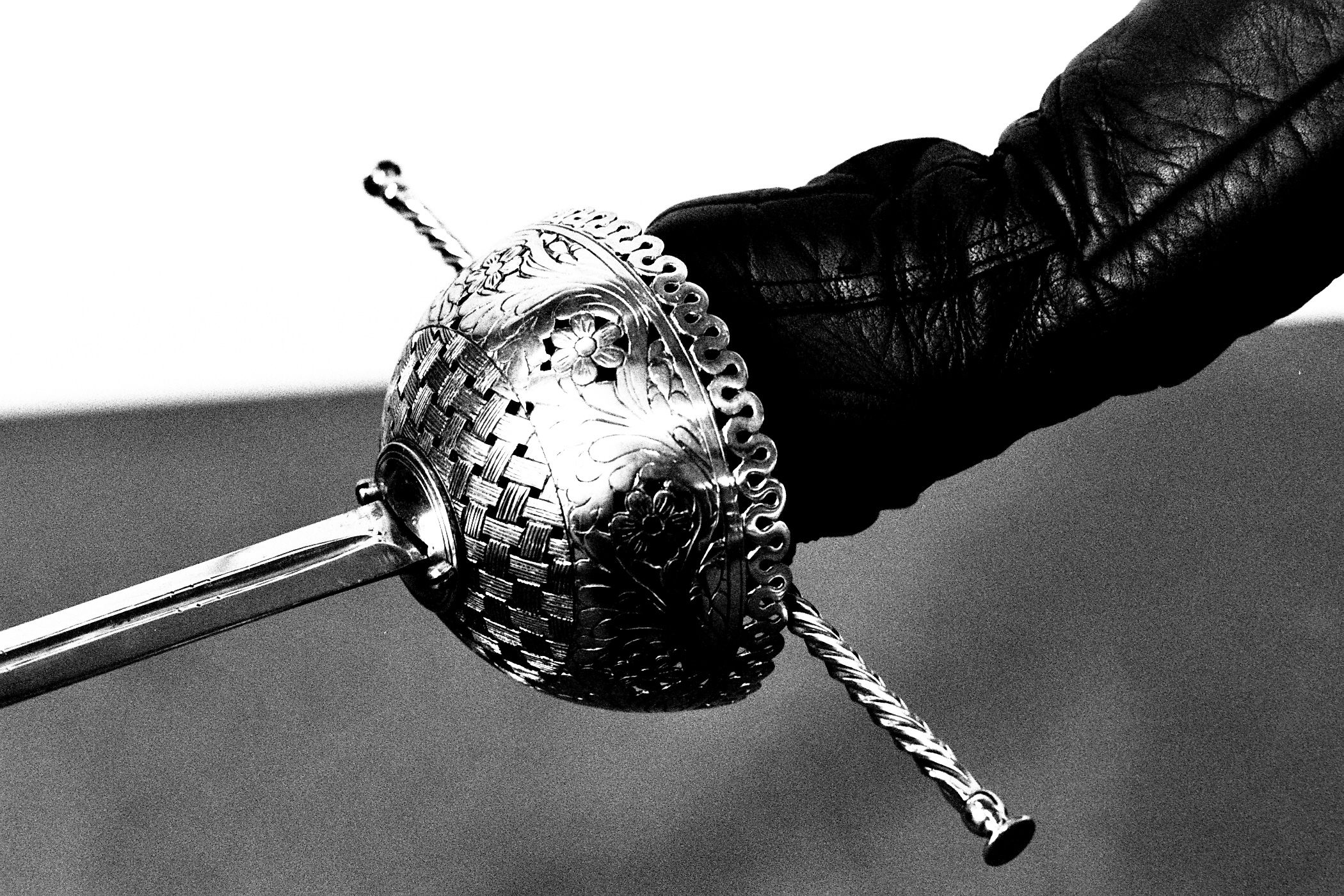
Guarda de taça / sino, moda ibérica.
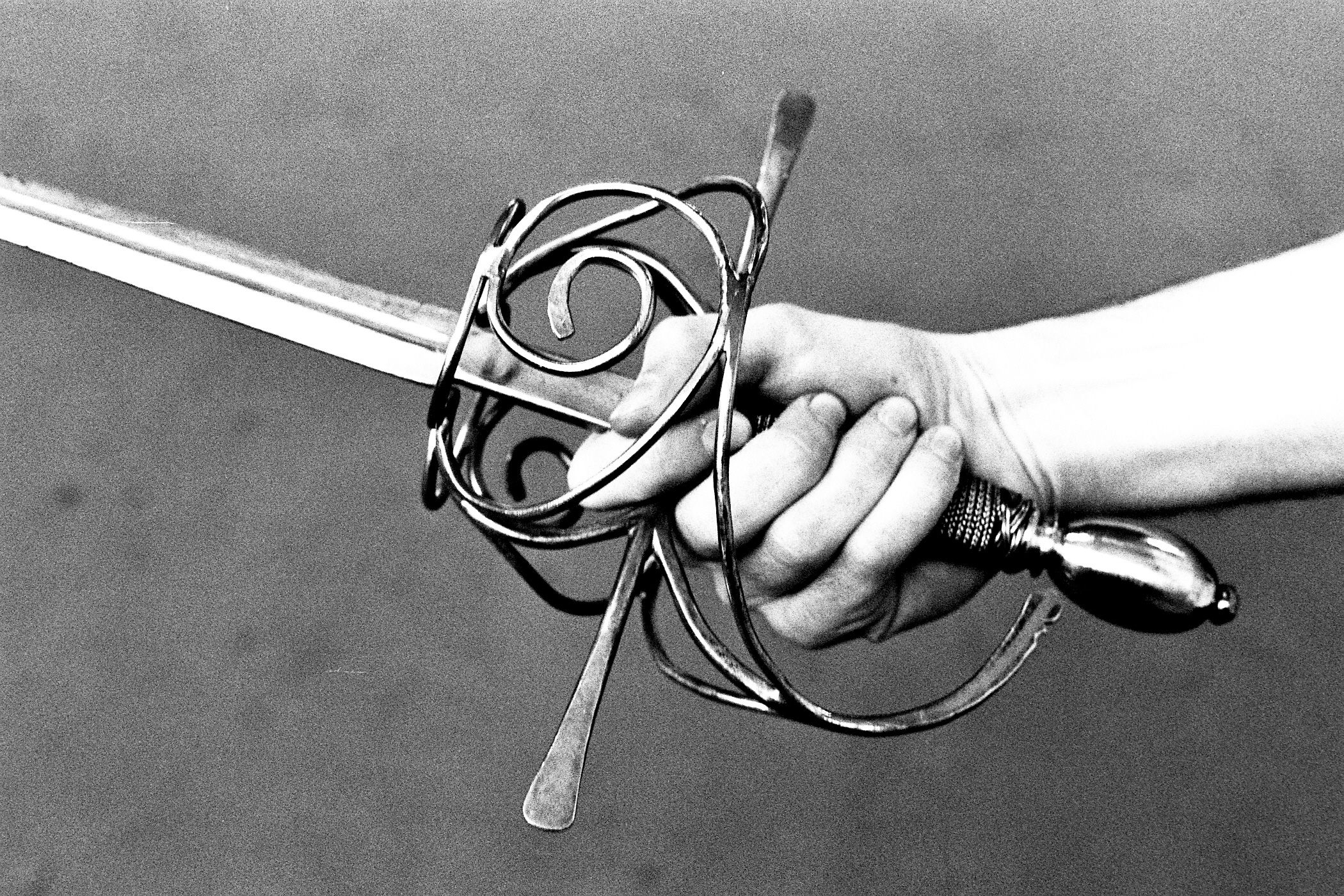
Guarda de laço, à moda italiana.
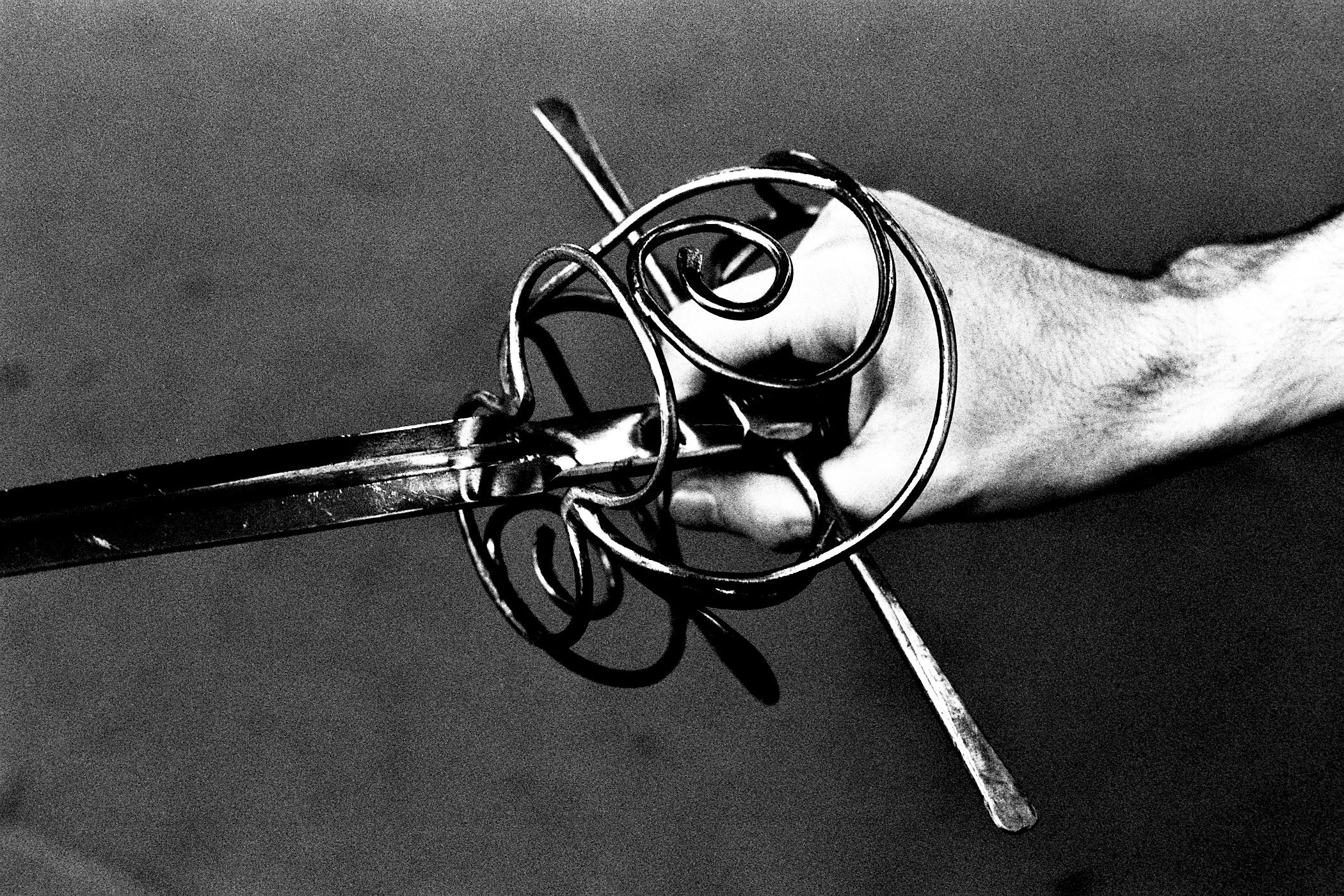
Guarda de laço, à moda italiana. Detalhe de filetes enlaçados em anéis.
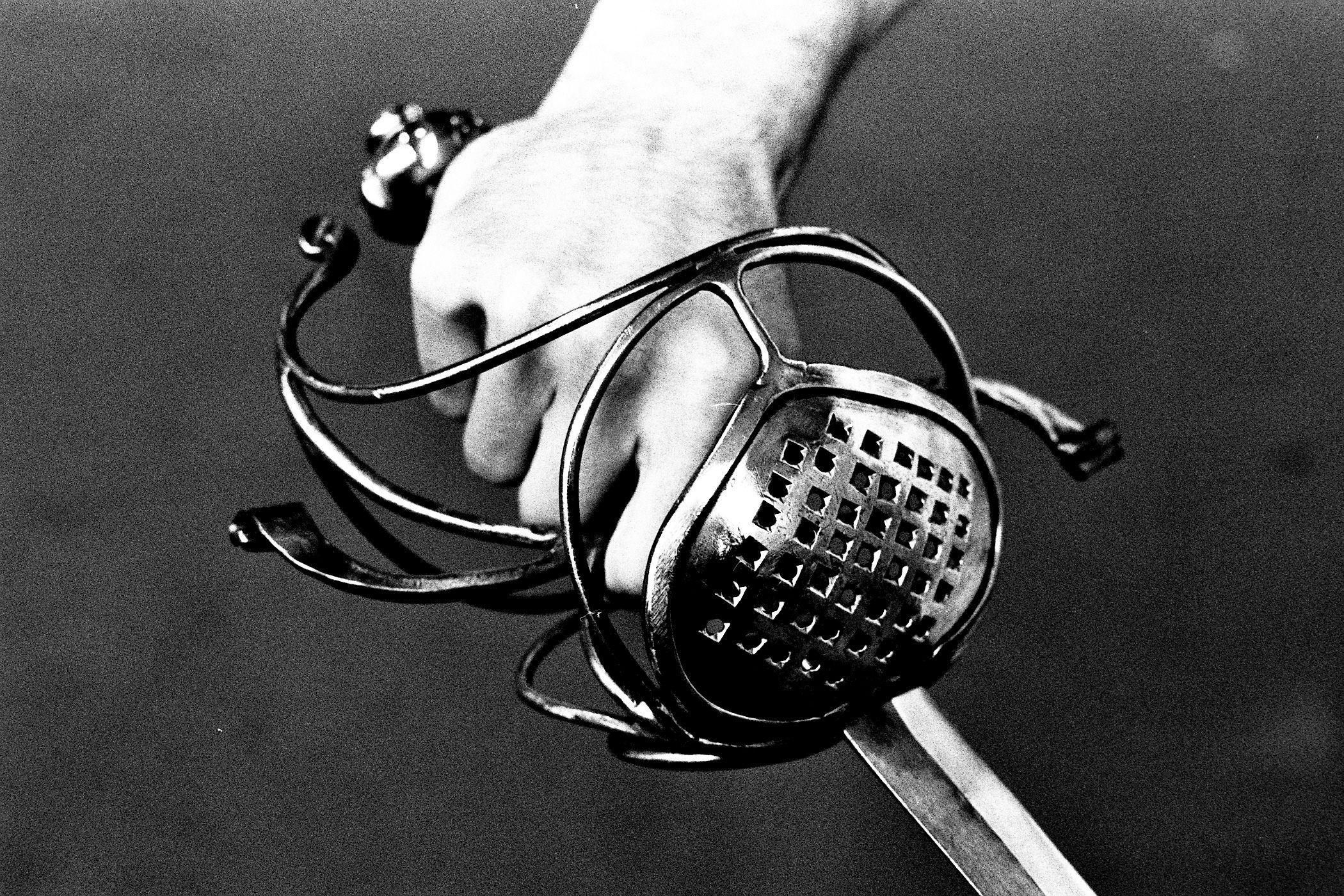
Pappenheimer, uma inovação alemã. Exemplar com quartões curvos. Chamada "de boca de cavalo" ou "de vieira" na Península Ibérica.

### Lâmina
Considerando seu uso, diferentes mestres da rapieira "dividiam" a lâmina em duas, três, quatro, cinco e até nove partes. Consoante quão fácil é reter o controlo da lâmina quando neste ponto se aplica pressão, seriam agrupadas por ordem de fortaleza. O forte, é então a parte da lâmina perto do punho; nos casos que um mestre divide a lâmina em partes pares, esta é a primeira metade da lâmina, por vezes incluindo o Ricasso, a parte da lâmina não afiada logo a seguir à empunhadura, quando este se estende para além da guarda. O fraco, é a parte da lâmina que inclui a ponta e é a segunda parte da lâmina quando a espada é dividida em partes pares. Mas para os mestres que dividiam a lâmina em três partes (ou um múltiplo de três), a terceira parte central da lâmina entre o forte e o fraco é chamado o médio. 

## História

No quadro é possível ver o terço dos indígenas comandado por Filipe Camarão, em defesa do Brasil português. Vários soldados, Filipe incluso, utilizavam roupeira e escudo rodela, como era comum aos rodeleiros dos terços portugueses e espanhóis. Batalha de Guararapes, autor desconhecido, 1758. Museu Histórico Nacional.

A rapieira começou o seu desenvolvimento em meados de 1500 nas cortes reais da Espanha onde era chamada de espada ropera, ou espada de vestuário, porque o vestuário dum fidalgo não seria completo sem uma espada de moda ao seu lado. Permitindo reações rápidas e com um grande alcance, a espada rapieira tinha seu foco como uma espada civil de corte e ponta, para autodefesa e para duelos, mas também se encontrava em campos de batalha, inclusive no Brasil, sendo uma arma comum dos rodeleiros. Rapieiras especializadas ao contexto bélico dos terços frequentemente tinham lâminas mais largas e curtas que as típicas rapieiras. 
Durante o século XVI, uma grande variedade de armas de uso de uma mão foram criadas, incluindo a Rappier Alemã, outra espada de corte e ponta para esgrima desportiva, descrita por Joachim Meyer's Fechtbuch (livro de luta / esgrima) de 1570. Mesmo assim, o termo inglês de "rapier" e o termo português de "rapieira" referem-se geralmente a uma espada com foco no jogo de ponta, seu uso detalhado primeiramente nos tratados com base em príncipios geométricas, redigidos por mestres como Dom Domingo Luis Godinho, Camillo Agrippa e Ridolfo Capoferro. 
A rapieira tornou-se num popular acessório por toda a Europa entre as classes ricas guerreiras, mas havia deles que a difamaram. Algumas pessoas, como o George Silver, discordavam com a sua técnica e com os duelos onde era usada.  
A etimologia do termo "rapieira", em inglês rapier, e francês rapière, não é certa. Mas há algum consenso que, primeiramente registado pelo andaluz Juan de Mena em Coplas de la panadera, em cerca de 1468, será de origem espanhola, vindo de ropa, roupa ou de vestuário elegante e então uma "espada de vestuário", sendo o seu equivalente em português rapieira ou roupeira. Posteriormente, Charles du Fresne, sieur du Cange usou o termo Rapparia em 1484 para descrever um espée no seu Glossarium mediae et infimae Latinitatis. Ele propôs que a origem do termo veio do grego ραπίξειν, de corte. Mas Walter William Skeat sugere que rapier vem de raspiére, um ferro de lume, e que é um termo desdenhoso criado por esgrimistas de corte e ponta para a arma nova. Mas o mais provável será que o termo vem de facto do ropera espanhol.
Enquanto os estilos de espadas com mais foco no corte continuavam a evoluir para uso nos campos de guerra, as rapieiras continuaram a evoluir para uso civil e em duelos, eventualmente ficando mais leve e mais curtas e começaram a ser substituídas pelos espadins. No século XVIII, a rapieira tinha sido suplantada pelo mais leve espadim na maior parte da Europa, principalmente por evoluções na legislação irem gradualmente reduzindo o tamanho de lâmina permitido, passando as rapieiras a serem vistas como heranças de uma antiga era, reflexos dos valores pré-iluministas, em que a razão e ordem social não eram suficiente para limitar o uso de espadas na sociedade extra-judicial ao contexto das mais sérias disputas civis. Nas sociedades iluministas era já possível por via da Lei e por mútuo acordo das partes em contenda, limitar as armas de duelo a espadas de menos alcance, e mais delicado uso, num contexto em que a morte ou ferimentos sérios eram já vistos como casos extremados e em geral evitar (tanto para evitar infâmia como quebrar a lei, que limitava a violência nos duelos conforme a justificação dos mesmos, até os ilegalizar por completo), ao contrário do verificado por exemplo na Itália renascentista. 
Mas rapieiras continuaram a ser usadas, como se pode ver nos livros de Donald McBane (1728), P. J. F. Girard (1736), Manoel Martins Firme (1744) e Domenico Angelo (1787), e os espadims iniciais eram frequentemente chamados de rapieira, até o termo cair em desuso em favor de espadim ou seu variante quitó, perdendo eventualmente a lâmina gume e passando a ser exlusivamente de estoque. Na américa latina, espadas rapieiras ditas "coloniais" continuaram em uso tardiamente.
No Brasil, o professor de esgrima Manoel Dias de Pinna, radicado no Maranhão, cunhou o tratado "Facilimo Methodo Theorico e Pratico do Verdadeiro Jogo da Espada", em 1842. Fazendo referência a alguns termos e princípios característicos da Verdadeira Destreza, mesclando-os com outros da escola francesa posterior, a espada que descreve tem "copos" na raíz da lâmina e "cruz" usada nas paradas em que cortes são comuns, aplicando-se então a rapieiras e espadins iniciais.

## Escolas históricas de esgrima com rapieira

### Italianas
- Antonio Manciolino, Opera Nova per Imparare a Combattere, & Schermire d'ogni sorte Armi - 1531
- Achille Marozzo, Opera Nova Chiamata Duello, O Vero Fiore dell'Armi de Singulari Abattimenti Offensivi, & Diffensivi - 1536
- Anonimo Bolognese, L'Arte della Spada (M-345/M-346 Manuscripts) - (early or mid 1500s[6])
- Giovanni dall'Agocchie, Dell'Arte di Scrimia - 1572
- Angelo Viggiani dal Montone, Trattato dello Schermo - 1575
- Camillo Agrippa, Trattato di Scientia d'Arme con un Dialogo di Filosofia - 1553
- Giacomo di Grassi, Ragion di Adoprar Sicuramente l'Arme si da Offesa, come da Difesa - 1570
- Marco Docciolini, Trattato in Materia di Scherma - 1601
- Salvator Fabris, De lo Schermo ovvero Scienza d'Armi - 1606
- Nicoletto Giganti, Scola overo Teatro - 1606
- Ridolfo Capoferro, Gran Simulacro dell'Arte e dell'Uso della Scherma - 1610
- Francesco Alfieri, La Scherma di Francesco Alfieri - 1640
- Giuseppe Morsicato Pallavicini, La Scherma Illustrata - 1670
- Francesco Antonio Marcelli, Regole della Scherma - 1686
- Bondi' di Mazo, La Spada Maestra - 1696

### Espanholas
- Jerónimo Sánchez de Carranza, De la Philosofia de las Armas (1569).
- Luis Pacheco de Narváez, Libro de las Grandezas de la Espada (1599).
- Girard Thibault, Academie de l'Espee, ou se demonstrant par Reigles mathematiques, sur le fondement Cercle Mysterieux (1628).

### Portuguesas
- Domingo Luis Godinho, Arte da Esgrima (1599).
- Diogo Gomes de Figueiredo, Oplosophia e Verdadeira Destreza das Armas (1628).
- Anónimo, Manuscrito da espada (1676).
- Thomás Luís, Tratado das lições da espada preta (1685).
- Anónimo, Lições de Marte (Fins do Séc. XVII).
- Luiz de Seixas de Fonseca, Destreza das Armas (Fins do Séc. XVII).
- Manoel Martins Firme, Espada Firme (1744).

### Francesas
- Charles Bisnard (1653)
- Monsieur L'Abbat (1669)

### Inglesas
- Joseph Swetnam, The Schoole of the Noble and Worthy Science of Defence (1617)
- The Pallas Armata (1639)

### Alemãs
- Paulus Hector Mair, Opus Amplissimum de Arte Athletica (1542)
- Joachim Meyer, Thorough Descriptions of the free Knightly and Noble Art of Fencing (1570)
- Jakob Sutor, Neu Künstliches Fechtbuch (1612)

### As tradições de esgrima clássica
Escolas de Esgrima Clássica são escolas que alegam terem herdado aspectos e estilos de uso da roupeira nos seus sistemas.  Em 1885, o estudante de esgrima Egerton Castle escreveu "there is little doubt that the French system of fencing can be traced, at its origin, to the ancient Italian swordsmanship; the modern Italian school being of course derived in an uninterrupted manner from the same source."[há pouca duvida que o sistema de esgrima Francês vem de origem do espadachim Italiano antigo; o sistema moderno Italiano vem claramente também da mesma fonte.]  Castle também notou que "the Italians have preserved the rapier form, with cup, pas d'ane, and quillons, but with a slender quadrangular blade." [os Italianos preservaram a forma da roupeira com copo, anéis e filamentos, mas com uma lâmina mais estreita e quadrangular].

## Literatura
- Clements, John. Renaissance Swordsmanship: The Illustrated Book Of Rapiers And Cut And Thrust Swords And Their Use. Paladin Press, 1997. ISBN 0-87364-919-2
- Kirby, Jared. Italian Rapier Combat: Ridolfo Capo Ferro. Greenhill Books, 2004. ISBN 978-1853675805
- Leoni, Tommaso. The Art of Dueling: 17th Century Rapier as Taught by Salvatore Fabris. Chivalry Bookshelf, 2005. ISBN 978-1891448232
- Wilson, William E. Arte of Defence: An Introduction to the Use of the Rapier.  Chivalry Bookshelf, 2002.  ISBN 978-1891448188
- Windsor, Guy. Duellists Companion: A Training Manual for 17th Century Italian Rapier.  Chivalry Bookshelf, 2006.  ISBN 978-1891448324
- Rivera, Tim. Iberian Swordplay: Domingo Luis Godinho's Art of Fencing. Freelance Academy Press, 2017. ISBN 978-1937439330
- Domingo Luis Godinho, Filipe Martins, Arte de Esgrima, AGEA Editora, 2021. ISBN 978-84-122369-2-7